# Райтер, Марио
Марио Райтер (нем. Mario Reiter, род. 5 ноября 1970 года, Ранквайль) — австрийский горнолыжник, олимпийский чемпион, призёр чемпионатов мира, двукратный чемпион Австрии, победитель этапов Кубка мира. Специализировался в слаломных дисциплинах.
В Кубке мира Райтер дебютировал 12 декабря 1993 года, в феврале 1995 года одержал свою первую в карьере победу этапе Кубка мира, в гигантском слаломе. Всего имеет на своём счету 3 победы на этапах Кубка мира, 2 в слаломе и 1 в гигантском слаломе. Лучшим достижением в общем зачёте Кубка мира, является для Райтера 8-е место в сезоне 1995/96.
На Олимпийских играх 1998 года в Нагано завоевал золотую медаль в комбинации, на 0,59 секунды опередив, ставшего вторым, норвежца Лассе Кьюса, кроме того стартовал в слаломе, но не добрался до финиша.
За свою карьеру участвовал в двух чемпионатах мира, и на обоих из них завоевал по медали, на чемпионате мира 1996 года завоевал серебро в слаломе, а на чемпионате мира 1997 года бронзу в комбинации.
Использовал лыжи производства фирмы Head, ботинки Nordica. Завершил спортивную карьеру в 2001 году.

## Победы на этапах Кубка мира (3)
| № | Сезон   | Дата        | Место     | Дисциплина        |
| - | ------- | ----------- | --------- | ----------------- |
| 1 | 1995/96 | 20 фев 1995 | Фурано    | Гигантский слалом |
| 2 | 1995/96 | 27 янв 1996 | Сестриере | Слалом            |
| 3 | 1996/97 | 26 янв 1997 | Кицбюэль  | Слалом (2)        |